# Буланжерит
Буланжерит (рос. буланжерит; англ. boulangerite; нім. Boulangerit) — мінерал класу складних сульфідів (сульфосолей). Сульфід свинцю і стибію.

## Історія
Вперше виявлений у департаменті Гар на півдні Франції на початку 19 ст. Досліджений французьким гірничим інженером Шарлем Луї Буланже (1810-1849). У 1837 році названий на честь Шарля Буланже.

## Загальний опис
Хімічна формула: Pb5Sb4S11. Містить: Pb — 58,9 %, Sb — 22,8 %, S — 18,3 %.
Сингонія моноклінна. Структура ланцюгово-стрічкова.
Зустрічається в гідротермальних поліметалічних родовищах разом з галенітом, антимонітом, сфалеритом, піритом та іншими сульфосолями свинцю головним чином у вигляді агрегатів променистої і тонковолокнистої будови, рідше — у вигляді голчастих, стовпчастих і таблитчастих кристалів.
Колір від свинцево-сірого до залізно-чорного.
Блиск металічний.
Спайність середня по (100).
Густина 6,230.
Твердість 2,5-3,0.
Крихкий, непрозорий, хороший електропровідник.
Рідкісний. Родовища — в Чехії, Німеччині, Росії, Франції, Швеції, США, Україні. Є другорядною свинцевою рудою. Збагачується флотацією з використанням ксантогенатів.

## Різновиди
Розрізняють: 
- буланжерит мідистий (різновид буланжериту з родовищ Забайкалля, який містить мідь).